# Danilo Turcios
Danilo Elvis Turcios Funes (ur. 8 maja 1978 w Sonaguerze) – piłkarz honduraski grający na pozycji obrońcy lub pomocnika.

## Kariera klubowa
Turcios jest wychowankiem klubu UNAH Choluteca. W 1996 roku zadebiutował w jego barwach w pierwszej lidze Hondurasu. Był podstawowym zawodnikiem UNAH do 2001 roku i wtedy też przeniósł się do stolicy kraju, Tegucigalpy, do tamtejszego klubu Motagua. Spędził w nim jeden sezon wywalczając mistrzostwo fazy Apertura.
W 2002 roku Turcios wyjechał z Hondurasu do Urugwaju. Został piłkarzem drużyny Defensoru Sporting Montevideo. W jego barwach rozegrał jeden sezon w urugwajskiej Primera División, po czym został piłkarzem innego klubu ze stolicy Urugwaju, CA Peñarol. W Peñarolu był jednak rezerwowym i grał tam do połowy w 2003 roku.
Kolejnym klubem w karierze Turciosa była meksykańska Tecos UAG z Guadalajary. Przez półtora roku grał w tamtejszej Primera División. W 2005 roku wrócił do ojczyzny i podpisał kontrakt z Olimpią Tegucigalpa. W tym samym roku został mistrzem fazy Clausura, w sezonie 2005/2006 zarówno fazy Apertura jak i Clausura. W sezonie 2006/2007 Danilo Turcios występował w CSD Comunicaciones, ale po jego zakończeniu wrócił do Olimpii i w pierwszej połowie 2008 roku został mistrzem Clausury.

## Kariera reprezentacyjna
W reprezentacji Hondurasu Turcios zadebiutował w 1999 roku. W 2000 roku po raz pierwszy wystąpił w Złotym Pucharze CONCACAF, a także był członkiem kadry U-23 na Igrzyska Olimpijskie w Sydney. Z kolei w 2001 roku dotarł z Hondurasem do półfinału Copa América 2001 i ostatecznie wywalczył na tym turnieju brązowy medal. Na swoim koncie ma także występy w Złotym Pucharze CONCACAF 2003 i Złotym Pucharze CONCACAF 2005.